# Ferragosto
Ferragosto és una festa italiana que se celebra cada 15 d'agost. Originàriament, estava relacionada amb la celebració, a mitjan estiu, del final de la feina al camp, sobretot la sega. Més endavant, l'Església Catòlica va adoptar aquesta data per celebrar la Mare de Déu d'Agost. Aquesta festivitat també va ser utilitzada per Mussolini per donar a les classes inferiors la possibilitat de visitar ciutats culturals o anar a la costa durant un o tres dies, des del 14 d'agost fins al 16, mitjançant la creació de "trens de vacances" amb bitllets de cost extremadament baix, per a aquest període de vacances. Menjar i taula no estava inclòs, és per això que fins i tot avui en dia els italians solen associar dinars i barbacoes amb aquest dia. Per metonímia, també és el període de vacances d'estiu al voltant de mitjans agost, que pot ser un cap de setmana llarg (Ponte di Ferragosto) o la major part d'agost.
Abans de la irrupció del catolicisme, aquesta festa se celebrava a l'Imperi Romà en honor dels déus, sobretot Diana, i del cicle de la fertilitat i la maduració. De fet, l'actual nom italià de ferragosto deriva del seu nom en llatí, Feriae Augusti (festes d'August).
Avui, ferragosto és principalment un període curt de vacances.

## Història
La Feriae Augusti ("Festes de l'emperador August") va ser introduïda per l'emperador August el 18 aC. Això va ser un afegit a les antigues festes romanes que van caure el mateix mes, com la Vinalia rustica o la Consualia, que celebraven la collita i el final d'un llarg període d'intens treball agrícola. La Feriae Augusti, a més de la seva funció propagandística, va unir els diferents festivals d'agost per proporcionar un període de descans més llarg, anomenat Augustali, que es va sentir necessari després del dur treball de les setmanes anteriors.
Durant aquestes celebracions, les carreres de cavalls es van organitzar a tot l'Imperi i les bèsties de càrrega (incloent bous, ases i mules), van ser alliberades de la seva tasca i decorades amb flors. Aquestes tradicions antigues continuen vives avui dia, pràcticament inalterades en la seva forma i nivell de participació durant el Palio dell'Assunta, que té lloc el 16 d'agost a Siena. En efecte, el nom "Palio" prové del pal·li, una peça de teixit preciós que va ser el premi habitual que es va donar als guanyadors de les curses de cavalls a l'antiga Roma.
Durant el festival, els treballadors van saludar els seus amos, que a canvi els donarien un consell. El costum es va arrelar tan fortament que al renaixement es va fer obligatori als Estats papals.
El modern nom italià de la festa prové directament del nom llatí.
Segons Richard Overy, autor d 'A History of War in 100 Battles, la festa de Ferragosto va ser introduïda per Gai Octavi, el futur August, després de la seva victòria sobre Marc Antoni a la batalla d'Accium el 2 de setembre del 31 aC.

### Durant el feixisme
La tradició popular de fer un viatge durant Ferragosto va sorgir sota el règim feixista. A la segona meitat de la dècada de 1920, a mitjan període d'agost, el règim va organitzar centenars de viatges populars a través de les organitzacions lúdiques i recreatives feixistes de diverses corporacions i mitjançant la creació dels "Trens Populars de Ferragosto", que estaven disponibles a preus rebaixats.
La iniciativa va donar l'oportunitat a classes socials menys acomodades per visitar ciutats italianes o per arribar a balnearis i estacions de muntanya. L'oferta es limitava als dies 13, 14 i 15 d'agost i comprenia dues opcions: el "viatge d'un dia", en un radi de 50-100 km, i el "viatge de tres dies" en un radi d'aproximadament 100-200 km.

## En la religió
La festa catòlica de l'Assumpció de la Santíssima mare de Déu també cau el 15 d'agost, i és una gran festa major i Sant dia de l'obligació.